# Пітер П'ять Вісім
«Пітер П'ять Вісім» (англ. Peter Five Eight) — американський неонуарний трилер 2024 року режисера та автора сценарію Майкла Зайко Голла із Кевіном Спейсі в головній ролі.

## Синопсис
Сем, зовні врівноважена та гламурна дівчина, яка працює агентом з продажу нерухомості у маленькому гірському селищі. Насправді, вона є неврівноваженою і проблемною алкоголічкою з темним секретом. Коли в місті з'являється харизматичний чоловік на ім'я Пітер, її життя починає руйнуватися. Поки Сем намагається врятувати своє життя, літня колега на ім'я Бренда стає об'єктом інформаційного пошуку Пітера за наказом його впливового тіньового боса, містера Лока.

## Актори
| Актор             | Роль       |
| ----------------- | ---------- |
| Кевін Спейсі      | Пітер      |
| Джет Жандро       | Сем        |
| Ребекка де Морней | Бренда     |
| Джейк Вебер       | містер Лок |

## Виробництво
Зйомки проходили в Дансмюїрі та Маунт-Шаста, штат Каліфорнія, у вересні 2021 року. Станом на травень 2022 року фільм було завершено.

## Випуск
«Пітер П'ять Вісім» вийшов у США 22 березня 2024 року.